# Zeraim
Seder Zeraim (hebrejsko סדר זרעים‎, dobesedno Red semen, slovensko semena ali posevki) je prvi od šestih glavnih delov Mišne, Tosefte in Talmuda. Ukvarja se predvsem s kmetijsko zakonodajo in dajatvami (desetina), ki izhajajo iz Tore in se v verskih in socialnih vidikih izvajajo v Deželi Izrael. Izjema je prva razprava, ki je povezana s pravili za molitve in blagoslove.

## Predmet razprav
Zeraim se ukvarja predvsem z verskimi in socialnimi vidiki kmetijskih zakonov, ki izhajajo iz Tore, razlaga in pojasnjuje pravice revnih, duhovnikov in levitov do poljskih pridelkov ter pravila in predpise o gojenju in setvi polj, vrtov in sadovnjakov. Zakoni so opisani v desetih poglavjih (folio). Vsako poglavje obravnava posamezen vidik splošnega predmeta. Prva razprava, Brahot (Blagoslovi), se nanaša na vsakodnevne molitve in blagoslove, ki so jih dolžni opraviti Judje.
Ena od razlag za vključitev razprave Berahot, čigar vsebina se zdi precej drugačna od drugih razprav v Semenih, je v samen Talmudu (Šabat 31a). Rabin Reš Lakiš pravi, da se prva od šestih besed v verzu Izaja 33: 6, emunah (vera), nanaša na Seder Zeraim. Njegova izjava kaže, kako so bili predpisi glede molitev in blagoslovov, zlasti tistih, ki se nanašajo na izjavo v uvodni molitvi Šema o veri v enega boga, povezani s kmetijskimi zakoni. Po Rašiju, najpomembnejšem talmudskemu komentatorju (1040-1105), so bili predpisi odraz socialne zavesti in posledično skrbi za revne, duhovnike in levite, opisane v kasnejših razpravah v tem delu.

## Vsebina
Seder Sedaim vsebuje enajst razprav s skupaj 74 poglavji:
- Berahot (ברכות, Blagoslovi): devet poglavij, ki se ukvarjajo s pravili za vsakodnevne molitve, zlasti s Šemo in Amido, in drugimi blagoslovi, ki se izrečejo pred in po jedi in ob drugih priložnostih.[1][2]
- Pea (פאה, Vogal): osem poglavij, ki obravnavajo zapovedi, povezane z darovi, ki se morajo od kmetijskih pridelkov dati revnim, paberkovanju in pozabljenih pridelkih, namenjenih revnim. Darovi so določeni v Tori  (Levitik 19:9, 23:22) in Devteronomiju 24:19-22. Pea govori tudi o miloščini in splošnih pravicah revnih.[1][2]
- Demaj (דמאי, Sumljivo pobrana desetina): sedem poglavij, ki obravnavajo primere, ko je bila razen pridelkov za kohaim (duhovnike) in levite pobrana tudi desetina.[1][2]
- Kilajim (כלאיים, Mešane vrste): devet poglavij, ki se ukvarjajo s prepovedjo mešanja semen v poljedelstvu, oblačil in parjenja različnih vrst domačih živali, kot to zapovedujeta Levitik 19:19 in Devteronomij 22:9-11.[1][2]
- Ševiit (שביעית, Sedmo leto): deset poglavij, ki obravnavajo kmetijske in fiskalne predpise. povezane s Sobotnim (sedmim) letom, in odpustitvi dolgov, kot določajo Eksodus 23:11, Levitik 25:1-8 in Deuteronomij 15:1-11.[1][2]
- Terumot (תרומות, Darila): enajst poglavij, ki se ukvarjajo z zakoni, povezanimi z dohodki duhovnikov (terumah), predpisanimi v Numerih 18:8-20 in Devteronomiju 18:4.[1][2]
- Maaserot ali Maaser Rišon (מעשרות, Desetina ali Prva desetina): pet poglavij, ki obravnavajo pravila, povezana z desetino, ki pripada levitom in je določena v Devteronomiju  14:22-26.[1][2]
- Maaser Šeni (שני מעשר, Druga desetina): pet poglavij, ki obravnavajo pravila za odmero desetine ali njej enake protivrednosti, namenjene prebivalcem Jeruzalema v prvem, drugem, četrtem in šestem letu sedemletnega poljedelskega cikla, ki kulminira v Sobotnem letu in je predpisana v Tori (Devteronomij 14:22-26).[1][2]
- Hala  (חלה, Denar): štiri poglavja, ki se ukvarjajo z zakoni o darovanju denarja kohanimu (duhovniku), kot predpisujejo Števila 15:18-21.[1][2]
- Orla (ערלה, Prvi sadeži z drevesa): tri poglavja, povezana predvsem s prepovedjo obiranja plodov tri leta potem, ko je bilo drevo posajeno, kot prepisuje Levitik 19:23-25, in zahtevami, ki se nanašajo na sadje vsako četrto leto.[1][2]
- Bikurim (ביכורים, Prvo sadje): tri poglavja z zakoni, povezanimi z darovanjem prvega sadja duhovnikom in Templju. Opisan je tudi obred darovanja, določen v Eksodusu 23:19 in Devteronomiju 26:1.[1][2]

## Zgradba
Zeraim je v skladu s tradicionalnim vrstnim redom, ki ga je v Talmudu (Šabat 31a) določil rabi Šimon Ben Lakiš, prvi seder (red ali del) Mišne, čeprav je rabi Tanhuma v Midrašu (Bamidbar Rabbbah 13: 15-16) predlagal, da bi bil drugi del Mišne.
Seder Zeraim se razlikuje od splošnega vzorca drugih delov Mišne, v katerih so razprave razvrščene po padajočem številu poglavij. Po zgodnji tradiciji sta bili razpravi Ševiit in Kilajim postavljeni med Terumot in Maaserot, obstajajo pa tudi dokazi, da je bil Demaj postavljen med Kilajim in Maaserot.
V mnogih izdajah Mišne, tudi zgodnjih, kot sta neapeljska iz leta 1492 in rivska iz leta 1559, kot tudi v večini izdaj Babilonskega Talmuda, je bila Bikurimu dodano četrto poglavje, najverjetneje Baraita. Vrstni red razprav v Zeraimu v obeh omenjenih izdajah ustreza vrstnemu redu, ki ga je postavil Mojzes Majmonid.

## Talmud
Zeraim kot del Mišne, prve velike zbirke judovskih zakonov in etike, ki so temeljili na ustni Tori, je zbral in uredil rabin Juda Hanasi (Juda Knez) s svojimi sodelavci v letih 200-220. Kasnejše generacije učenjakov so pripravile niz komentarjev in razprav o Mišni, znanih kot Gemara, ki skupaj Mišno tvori Talmud. V Izraelu so v letih okoli 300-350 sestavili Jeruzalemski Talmud. Mnogo obsežnejši Babilonski Talmud so zbrali in objavili v Babiloniji v letih 450-500.
V Babilonskem Talmudu je gemara, rabinski komentar in analiza, napisana samo za razpravo Berahot. V Jeruzalemskem Talmudu je gemara napisana za vse razprave Zeraima, ker se je večina zakonov, ki jih je obravnaval, nanašala in uporabljala v Deželi Izrael.